# 코프의 규칙
코프의 규칙은 진화적 시간에 따라 개체의 크기가 커진다는 이론이다. 미국의 고생물학자 에드워드 드링커 코프의 이름을 딴 이 규칙이 많은 실례를 포함하고는 있지만, 모든 분류학적 단계나 분기군에서 성립하지는 않는다. 큰 개체로 이루어진 분기군은 멸종하기가 쉽기 때문에, 개체의 최대 크기를 제한하는데 영향을 줄 수도 있다.